# ويسلي سينا
ويسلي سينا مواليد 2 مايو 1996 في كامبيناس، هو لاعب كرة سلة برازيلي. بدأ مسيرته الاحترافية في سنة 2012. لعب مع نادي بالميراس من سنة 2012 إلى 2014، ثم لعب مع نادي باورو لكرة السلة من سنة 2014 إلى 2016، ثم لعب مع نادي برشلونة لكرة السلة في الدوري الإسباني في سنة 2016.

## روابط خارجية
- ويسلي سينا على موقع الدوري الإسباني لكرة السلة (الإسبانية)
- ويسلي سينا على موقع كرة السلة الأوروبية.كوم (الإنجليزية)
- ويسلي سينا على موقع ريلجم (الإنجليزية)
- ويسلي سينا على موقع بروبوليرز (الإنجليزية)
- ويسلي سينا على موقع سبورتس رفرنس (الإنجليزية)
- ويسلي سينا على موقع AS.com (الإسبانية)